# گروه ریلاینس
گروه ریلاینس یک شرکت خوشه‌ای هندی است که مقر آن در بمبئی هند واقع شده است. این شرکت، که پس از تقسیم و توارث کسب و کار دیروبهائی آمبانی تشکیل شد، توسط پسر جوانش، آنیل آمبانی رهبری می‌شود.